# Kamaijanda Ndisiro
Kamaijanda Ndisiro (ur. 1 grudnia 1999 w Windhuku) – namibijski piłkarz grający na pozycji bramkarza. Od 2022 jest zawodnikiem klubu African Stars FC.

## Kariera klubowa
Swoją karierę piłkarską Amutenya rozpoczął w klubie Black Africa SC. W sezonie 2018/2019 zadebiutował w jego barwach w pierwszej lidze namibijskiej. W debiutanckim sezonie wywalczył z nim mistrzostwo Namibii. W sezonie 2021/2022 był zawodnikiem południowoafrykańskiego Venda FC. W 2022 został piłkazem African Stars FC. W sezonie 2022/2023 został z nim mistrzem Namibii.

## Kariera reprezentacyjna
W reprezentacji Namibii Ndisiro zadebiutował 23 stycznia 2021 w przegranym 0:1 meczu Mistrzostw Narodów Afryki 2020 z Tanzanią, rozegranym w Limbé. W 2024 roku został powołany do kadry na Puchar Narodów Afryki 2023. Nie wystąpił w nim w żadnym meczu.